# Episodi di Monster High (serie animata 2022) (seconda stagione)
La seconda stagione della serie televisiva animata Monster High, composta da 36 episodi, è stata trasmessa dall'emittente televisiva statunitense Nickelodeon dall'11 marzo al 24 ottobre 2024. In Italia la serie è stata trasmessa sull'emittente televisiva italiana Nickelodeon dal 1º luglio 2024 al 14 febbraio 2025.
| n° | Titolo originale                | Titolo italiano                   | Prima visione originale | Prima visione Italia |
| -- | ------------------------------- | --------------------------------- | ----------------------- | -------------------- |
| 1  | Rule the School                 | La nuova sovrana mannara          | 11 marzo 2024           | 1 luglio 2024        |
| 2  | New Witch in School             | Una nuova strega in città         | 12 marzo 2024           | 2 luglio 2024        |
| 2  | Play It Again, Clawd            | Provaci ancora, Clawd             | 12 marzo 2024           | 2 luglio 2024        |
| 3  | Mummy in the Mirror             | Specchio gemello                  | 13 marzo 2024           | 3 luglio 2024        |
| 3  | How to Scare a Banshee          | Come spaventare una banshee       | 13 marzo 2024           | 3 luglio 2024        |
| 4  | So Chill                        | Una yeti troppo disponibile       | 14 marzo 2024           | 4 luglio 2024        |
| 4  | Mixed Up Meowlody               | Il pasticcio di Meowlody          | 18 marzo 2024           | 4 luglio 2024        |
| 5  | The Haunted Sandcastle Caper    | Il mistero del castello di sabbia | 19 marzo 2024           | 5 luglio 2024        |
| 6  | Fangs for the Memories          | Viaggio nei ricordi               | 20 marzo 2024           | 6 luglio 2024        |
| 6  | Two-rrific                      | Il terrificante duo               | 21 marzo 2024           | 6 luglio 2024        |
| 7  | Monster High-jinks              | Il giorno della famiglia          | 25 marzo 2024           | 7 luglio 2024        |
| 7  | Vamps Just Wanna Have Fun       | Divertimento per tutti            | 26 marzo 2024           | 7 luglio 2024        |
| 8  | The Babysitters Crypt           | La cripta delle babysitter        | 1 ottobre 2024          | 8 luglio 2024        |
| 8  | Humans in High School           | Umani alla Monster High           | 1 ottobre 2024          | 8 luglio 2024        |
| 9  | Dawn of the Dread               | Il mostro dell'ansia              | 2 ottobre 2024          | 9 luglio 2024        |
| 9  | Science Fear                    | Nessun pericolo per Frankie       | 2 ottobre 2024          | 9 luglio 2024        |
| 10 | Deuce Date                      | Un cuore per Deuce                | 3 ottobre 2024          | 10 luglio 2024       |
| 10 | Big Paw, Little Paw             | Mentori mannari                   | 3 ottobre 2024          | 10 luglio 2024       |
| 11 | Ghoulishly Ghoul-ma             | L'eredità dei Vondergeist         | 7 ottobre 2024          | 21 ottobre 2024      |
| 11 | Gil to the Rescue               | Gil alla riscossa                 | 7 ottobre 2024          | 21 ottobre 2024      |
| 12 | Oh Rats                         | Deuce e i topi                    | 8 ottobre 2024          | 22 ottobre 2024      |
| 12 | Fired Up                        | Sfida infuocata                   | 8 ottobre 2024          | 22 ottobre 2024      |
| 13 | The Shapeshiftian Candidate     | Il candidato mutaforme            | 9 ottobre 2024          | 23 ottobre 2024      |
| 14 | Codex Come Back                 | La fuga di Codex                  | 10 ottobre 2024         | 24 ottobre 2024      |
| 14 | Officially Complicated          | Ufficialmente complicato          | 10 ottobre 2024         | 24 ottobre 2024      |
| 15 | Little Smoothie Shop of Horrors | Il piccolo chiosco degli errori   | 15 ottobre 2024         | 25 ottobre 2024      |
| 15 | The Great Bat Detective         | I pipistrelli ballerini           | 15 ottobre 2024         | 25 ottobre 2024      |
| 16 | You've Got Meow                 | Tutto merito mio                  | 16 ottobre 2024         | 14 febbraio 2025     |
| 16 | Finnegan Faces the Music        | La missione di Finnegan           | 17 ottobre 2024         | 14 febbraio 2025     |
| 17 | Monster Fest                    | Il Monster Festival Parte 1       | 21 ottobre 2024         | 14 febbraio 2025     |
| 17 | Monster Fest                    | Il Monster Festival Parte 2       | 21 ottobre 2024         | 14 febbraio 2025     |
| 18 | Monster Fest                    | Il Monster Festival Parte 3       | 21 ottobre 2024         | 14 febbraio 2025     |
| 18 | Monster Fest                    | Il Monster Festival Parte 4       | 21 ottobre 2024         | 14 febbraio 2025     |
| 19 | Attack of the Besties           | Nemici-amici                      | 22 ottobre 2024         | 14 febbraio 2025     |
| 19 | Night of the Unliving Frog      | La notte delle rane non viventi   | 23 ottobre 2024         | 14 febbraio 2025     |
| 20 | One Were to Rule Them All       | Il nuovo sovrano mannaro          | 24 ottobre 2024         | 14 febbraio 2025     |